# Kissi (Cameroun)
Pour les articles homonymes, voir Kissi.
Kissi est un village de la région de l'Est du Cameroun situé dans le département de Lom-et-Djérem. Il se trouve plus précisément dans l'arrondissement (commune) de Bétaré-Oya et le quartier de Laï.

## Population
En 2005, le village de Kissi comptait 137 habitants dont 60 hommes et 77 femmes.